# Ovanches
Ovanches település Franciaországban, Haute-Saône megyében. Lakosainak száma 153 fő (2022. január 1.). Ovanches Bucey-lès-Traves, Chantes, Chassey-lès-Scey, Rupt-sur-Saône, Scey-sur-Saône-et-Saint-Albin és Traves községekkel határos.

## Népesség
A település népességének változása:
| Lakosok száma | 130  | 132  | 133  | 133  | 134  | 132  | 138  | 146  | 153  |
|               | 2013 | 2015 | 2016 | 2017 | 2018 | 2019 | 2020 | 2021 | 2022 |